# Francesc Llargués i Vila
Francesc Llargués i Vila (Cornellà de Llobregat, 1811 – 1875?) fou un pagès i polític català. Exercí de batlle de Cornellà de Llobregat en dues ocasions, la primera entre el 1834 i el 1837 i després en un segon mandat entre el 1865 i el 1868.
Llargués i Vila fou un camperol posseïdor de vinyes al terme municipal cornellanenc, a tocar de terrenys pertanyents a l'explotació agrícola de can Falguera de Terrassa. Contragué matrimoni amb Madrona Campmany i Casas, natural de Sant Feliu de Llobregat, amb la qual es traslladà el desembre del 1837 a l'antigament conegut com a carrer de l'Església, al davant del desaparegut molí. Segons el padró municipal d'habitants del 1854, que fou el primer en recollir les unitats familiars a Cornellà, tingué sis fills: Josep, Llorenç, Maria, Rosa, Cristòfor i Paula.
En el seu segon mandat, hagué de fer front a dues de les riuades més severes que patí la població durant tot el segle xix. La primera tingué lloc el 14 de gener del 1866, que en el carrer Major (després reanomenat com a carrer de Joaquim Rubió i Ors) causà destrosses i una crescuda del nivell de l'aigua d'entre nou i deu pams, és a dir, uns 2 metres d'alçada. Mesos més tard, hagué d'assumir la gestió dels socors per la coneguda com a riuada de Santa Irene, una revinguda històrica que el 18 d'octubre d'aquell mateix any obligà a tot el veïnat dels barris del pla de Cornellà a romandre durant prop de 30 hores al segon pis dels seus habitatges. Aquella inundació tingué com a conseqüència que un dels seus successors al càrrec de batlle, Bernard Vallhonrat i Poch, endegués la construcció del primer talús de contenció al marge riberenc del riu Llobregat al seu pas per la ciutat.
El padró del 1871 determina que, a 60 anys, Llargués i Vila era ja vidu; morí a finals del segle xix, sembla que el 1875. El seu fill Cristòfor Llargués i Campmany fou anys més tard regidor i també batlle del municipi.